# Faisal Al-Ghamdi
Faisal Abdulrahman Al-Ghamdi (Dammam, 13 augustus 2001) is een Saoedi-Arabisch voetballer die in het seizoen 2024/25 door Ittihad Club wordt uitgeleend aan Beerschot VA.

## Clubcarrière
Al-Ghamdi ondertekende in december 2019 zijn eerste profcontract bij Al-Ettifaq. Op 5 mei 2022 maakte hij zijn officiële debuut voor het eerste elftal van de club: in de 0-4-competitiezege tegen Al Taawoun mocht hij in de slotfase invallen. Al-Ghamdi speelde 31 officiële wedstrijden voor Al-Ettifaq en verhuisde in september 2023 naar Ittihad Club, waar hij een vijfjarig contract ondertekende.
Op 1 september 2024 kondigde Al-Ittihad aan dat Al-Ghamdi, net als zijn landgenoot Marwan Al-Sahafi, voor een seizoen werd uitgeleend aan de Belgische eersteklasser Beerschot VA. Op 29 september 2024 maakte Al-Sahafi zijn officiële debuut voor Beerschot: in de stadsderby tegen Antwerp FC, die Beerschot met 5-0 verloor, kreeg hij een basisplaats van trainer Dirk Kuijt. Al-Ghamdi scoorde zijn eerste en enige doelpunt voor Beerschot op de laatste speeldag van het seizoen, in de wedstrijd tegen Cercle Brugge. De club was op dat moment al enkele weken zeker van degradatie.

## Clubstatistieken
| Seizoen | Club           | Land                   | Competitie       | Competitie | Competitie | Beker | Beker | Supercup | Supercup | Internationaal | Internationaal | Totaal | Totaal |
| Seizoen | Club           | Land                   | Competitie       | Wed.       | Dlp.       | Wed.  | Dlp.  | Wed.     | Dlp.     | Wed.           | Dlp.           | Wed.   | Dlp.   |
| ------- | -------------- | ---------------------- | ---------------- | ---------- | ---------- | ----- | ----- | -------- | -------- | -------------- | -------------- | ------ | ------ |
| 2021/22 | Al-Ettifaq     | Vlag van Saoedi-Arabië | Saudi Pro League | 2          | 0          | 0     | 0     | —        | —        | —              | —              | 2      | 0      |
| 2022/23 | Al-Ettifaq     | Vlag van Saoedi-Arabië | Saudi Pro League | 23         | 0          | 1     | 0     | —        | —        | —              | —              | 24     | 0      |
| 2023/24 | Al-Ettifaq     | Vlag van Saoedi-Arabië | Saudi Pro League | 5          | 0          | 0     | 0     | —        | —        | —              | —              | 5      | 0      |
| 2023/24 | Al-Ittihad     | Vlag van Saoedi-Arabië | Saudi Pro League | 18         | 1          | 3     | 0     | 0        | 0        | 10             | 0              | 31     | 1      |
| 2024/25 | → Beerschot VA | Vlag van België        | Eerste klasse A  | 26         | 1          | 3     | 0     | —        | —        | —              | —              | 29     | 1      |
| Totaal  | Totaal         | Totaal                 | Totaal           | 74         | 2          | 7     | 0     | 0        | 0        | 10             | 0              | 91     | 2      |

## Interlandcarrière
Al-Ghamdi maakte op 6 januari 2023 zijn interlanddebuut voor Saoedi-Arabië: in de eerste groepswedstrijd van Saoedi-Arabië op de Golf Cup of Nations, tegen Jemen, mocht hij in de slotfase invallen.
2 Dagba ·
3 Matthys ·
4 Plat ·
5 Mbe Soh ·
6 Fayed ·
7 Reyners ·
8 Henderson ·
9 Kosiah ·
10 Verlinden ·
11 Krüger ·
13 Doucouré ·
16 Al-Ghamdi ·
17 Al-Sahafi ·
18 Sanusi  ·
19 Thiam ·
21 Vargas ·
25 Colassin ·
26 Tshimanga ·
27 Keita ·
28 Weymans ·
30 Huiberts ·
32 Wright-Phillips ·
33 Shinton ·
42 Martha ·
47 Cagro ·
51 De Stobbeleir ·
55 Nzouango ·
66 Tolis ·
71 Matijaš ·
77 Van La Parra ·
Coach: Kuijt